# Salassa mesosa
Salassa mesosa is een vlinder uit de familie nachtpauwogen (Saturniidae), onderfamilie Salassinae.
De wetenschappelijke naam van de soort is voor het eerst geldig gepubliceerd door Jordan in 1910.